# Tidiane Dia
Tidiane Dia est un footballeur sénégalais né le 12 avril 1985 à Dakar (Sénégal) ayant évolué comme attaquant.

## Carrière
- avant 2003 : Thiès FC  Sénégal
- 2003-2004 : Club africain de Tunis  Tunisie
- 2004-2006 : Valenciennes FC  France
- 2006-2007 :  Pau FC  (en National)  France
- 2007-janvier 2008 : Valenciennes FC  France
- janvier 2008-2009 : Paris FC  France
- août 2009-2010 : GSI Pontivy  France

## Palmarès
- Champion de France National en 2005 (avec Valenciennes FC)
- Champion de France de Ligue 2 en 2006 (avec Valenciennes FC)